# Tuftonboro
Tuftonboro är en kommun (town) i Carroll County i delstaten New Hampshire, USA med 2 148 invånare (2000).